# Alberto (vescovo)
Alberto (Novara, ... – Novara, 1083) è stato un vescovo cattolico italiano.

## Biografia
Alberto era membro di una nobile famiglia probabilmente di origine novarese o comunque piemontese.
Fu eletto vescovo di Novara nel 1079 e mantenne il proprio incarico in sede sino alla fine del 1083, quando venne ucciso dai Conti di Biandrate, potentissimi feudatari a lui avversi. Alla sua morte, seguì un periodo incerto per la diocesi, in quanto si susseguirono per circa 20 anni due vescovi scismatici, di cui uno di nomina imperiale, sino alla definitiva elezione del vescovo Riccardo
Anche lui, come molti altri suoi predecessori e successori, è indicato negli archivi della cattedrale con lettere in rosso e questo denoterebbe l'importanza della sua figura nella diocesi.